# لیمی (میزوری)
لیمی (به انگلیسی: Lemay) شهری در شهرستان سنت لوئیس ایالت میزوری است که جمعیت آن در سرشماری سال ۲۰۱۰ میلادی ۱۶٫۶۴۵ نفر بوده است.